# Metaltech: Earthsiege
Metaltech: Erathsiege es un videojuego de simulación de mechas desarrollado por Dynamix y lanzado en 1994.
Los jugadores son colocados en la cabina de varias máquinas masivas bípedas de guerra conocidas como Herculans (en inglés: Humaniform-Emulation Roboticized Combat Unit with Leg-Articulated Navigation o «HERC»). Ambientado alrededor del siglo 25, Earthsiege transcurre en un escenario tecnológicamente avanzado con armas y vehículos futuristas.
Earthsiege es el primero en la serie de videojuegos del universo Metaltech, que contiene a Earthsiege 2 (1996) y Metaltech: Battledrome (1994), al igual que los juegos de estrategia MissionForce: CyberStorm (1996) y Cyberstorm 2: Corporate Wars (1998), secuela directa del simulador de mechas Starsiege (1999), y los shooters en primera persona Starsiege: Tribes (1998), Tribes 2 (2001), Tribes: Aerial Assault (2002), Tribes: Vengeance (2004) y Tribes: Ascend (2012). En 2015, Earthsiege fue lanzado como freeware por Hi-Rez Studios.

## Trama
El 29 de noviembre de 2471, la carrera por la verdadera inteligencia artificial terminó cuando Sentinel Cybertronix activó el proyecto Prometheus. Prometheus era un prototipo, la primera máquina híbrida cibernética, un Cybrid. La producción en masa de estos Cybrids y su uso para la guerra desataron una guerra nuclear que devastó la población de la Tierra. Más adelante, los Cybrids se rebelarían contra sus creadores humanos, forzando a la humanidad a esconderse. Veinte años después, los humanos han organizado una resistencia. Utilizando tácticas de golpear y correr contra las máquinas, los humanos han conseguido sobrevivir e incluso capturar armas y equipamiento Cybrid.

## Jugabilidad
La jugabilidad en Earthsiege consiste en pilotear los HERC al estilo mecha y combatir contra los HERC opositores. El HERC puede moverse con el teclado o palanca, aunque algunos controles solo se encontrarán en el teclado. El ratón puede ser utilizado para interactuar con varios botones en la cabina. El juego cuenta con un mínimo de 5 campañas de alrededor de 7 misiones cada una. El éxito o fracaso de las misiones podrá resultar en misiones y campañas secundarias para rectificar los fracasos previos, resultando en un total de 45 misiones y 8 campañas.
Los HERC lucharán con varias armas de rango con proyectiles, incluyendo láseres, misiles y cañones automáticos. Para la defensa contarán con escudos y blindaje recargables. Cuando los escudos se gasten, la armadura comenzará a recibir daño; cuando la armadura esté debilitada, los componentes internos, las armas e incluso las extremidades podrán ser destruidas. Un HERC que haya perdido una pierna quedará inmediatamente incapacitado, soltando un salvamento (en forma de chatarra y armas) para el jugador.
Fuera de las batallas, el jugador manejará a su escuadrón de HERC y sus recursos. El jugador puede elegir las armas montadas en cada HERC y reparar a los HERC y sus armas (al igual que construir nuevas con chatarra). Además, el jugador puede llevar hasta tres compañeros de escuadrón en las misiones. Los compañeros de escuadrón pueden ser asignados antes del comienzo de una misión, y podrán recibir órdenes básicas durante la misma. A medida que los compañeros de escuadrón completen más misiones, sus habilidades y sus rangos subirán.

## Paquetes de expansión
En 1994, se lanzó un paquete de voces para Earthsiege. Este añade diálogos digitalizados para algunos personajes. La versión de CD-ROM fue lanzada con esta característica. En 1995, un paquete de expansión para Earthsiege fue lanzado contando con una introducción de video de movimiento completo. La expansión enfrenta a la humanidad contra una segunda oleada de atacantes Cybrid 3 meses después del final del juego original. El paquete de expansión contaba con contenido nuevo como vehículos y armas.

## Recepción
Computer Gaming World calificó al juego como «el mejor intento hasta ahora en crear una simulación futurista de combate gigante armado», elogiando los gráficos y la animación. Sin embargo, criticaron las misiones excesivamente difíciles del juego, el fracaso de misiones sin consecuencias, y una serie de «pequeños pero irritantes glitches y decisiones de diseño cuestionables».
Next Generation reseñó la versión de PC del juego calificándola con cuatro estrellas de cinco, diciendo que «sin duda alguna, el simulador de mechas más fino que hay».